# Ursula Reutner
Ursula Reutner (née le 6 octobre 1975 à Bayreuth) est une linguiste allemande et titulaire de la chaire de Langues et cultures romanes à l’université de Passau. Elle est renommée internationalement pour sa recherche en linguistique des langues romanes et communication interculturelle. Pour sa recherche scientifique, elle a obtenu de nombreuses distinctions dont le prix Germaine de Staël, le Elise-Richter-Preis et un doctorat honoris causa de l'université del Salvador (Buenos Aires).

## Biographie
Ursula Reutner a étudié la gestion d’entreprise, l'histoire de l'art et la philosophie, ainsi que la linguistique et la littérature anglaises, italiennes et espagnoles à l'université Otto-Friedrich de Bamberg et à l'université Paris-Sorbonne. C’est à l’université d'Augsburg qu’elle a soutenu sa thèse de doctorat au sujet de la langue et de l'identité en 2004. En 2007, elle a publié une thèse d’habilitation universitaire sur le thème de la langue et le tabou, grâce à laquelle elle est habilitée à diriger des recherches. Son activité de chercheuse l’a amenée à  séjourner régulièrement dans des universités de l'Europe et des Amériques comme professeur invitée. De 2001 à 2007, elle a travaillé à la chaire de linguistique des langues romanes de l’université d’Augsburg ; de 2007 à 2008, elle a pris en charge la chaire de linguistique des langues romanes à l’université de Duisburg et Essen ; depuis 2009, elle  est titulaire de la chaire de langues et cultures romanes de l’université de Passau. Elle a reçu des propositions de nomination à l’université de Heidelberg (2011) et à l’université de Paderborn (2014). Depuis 2010, elle occupe le poste de directrice scientifique de l’Institut de communication interculturelle et depuis 2014, aussi celui de directrice du centre des langues de l’université de Passau. De 2014 à 2018, elle a été vice-présidente des relations internationales de l'université de Passau. En 2018, elle a reçu un doctorat honoris causa de la faculté de sciences économiques et entrepreneuriales de l'université del Salvador (Buenos Aires).

## Recherche
Les recherches d’Ursula Reutner sont inspirées d'une conception linguistique qui voit la langue comme un attribut de l'homme et jamais détaché de celui-ci, ce qui entraine une perspective explicitement interdisciplinaire. Son domaine de recherche majeur sont les sociétés multiculturelles de la francophonie et de l'hispanophonie, qu'elle analyse par rapport aux particularités linguistiques, à la politique linguistique et aux contacts de langues et de cultures. D'autres travaux se situent dans le champ d'intérêt langue et pouvoir et traitent de tabous linguistiques et du langage exemplaire sur la base de la lexicologie. Ursula Reutner travaille aussi sur le discours scientifique et les dynamiques linguistiques dans des discours médiatisés. En plus de l'analyse empirique des données linguistiques, elle s’intéresse aux attitudes métalinguistiques, aux normes et évaluations linguistiques et enfin aussi à la philosophie du langage et à la réflexion linguistique.

## Prix et distinctions
- Ordre du mérite de la Bavière
- Paul Harris Fellow[9] de Rotary International (2021)
- Docteur honoris causa[10] de l'Université del Salvador en Buenos Aires (2018)
- Prix Germaine de Staël[11] de l'ambassadeur de France à Berlin et de l'Association des francoromanistes allemands (2006)
- Elise-Richter-Preis[12],[13] de l'Association des romanistes allemands (2005)

## Littérature
- « Porträt Ursula Reutner » dans: Romanistik in Geschichte und Gegenwart, 17/1, 2011, p. 159–163.

## Œuvres (sélection)
- Manual of Romance Languages in Africa. De Gruyter, Berlin/Boston 2024,  (ISBN 978-3-11-062610-0).
- Manuel des francophonies. De Gruyter, Berlin/Boston 2017,  (ISBN 978-3-11-034670-1).
- Interkulturelle Kompetenz. Anleitung zum Fremdgehen - Ein Lernparcours. Westermann, Braunschweig 2015,  (ISBN 978-3-14-162172-3).
- Lingüística mediática y traducción audiovisual. Lang, Frankfurt am Main 2015,  (ISBN 978-3-631-66486-5).
- Von der Zeitung zur Twitterdämmerung. LIT, Münster 2014,  (ISBN 978-3-643-12451-7).
- Bienvenue chez les Ch'tis. Reclam, Stuttgart 2013,  (ISBN 978-3-15-019821-6).
- Political Correctness. Lang, Frankfurt 2012,  (ISBN 978-3-631-62242-1).
- Von der digitalen zur interkulturellen Revolution. Nomos, Baden-Baden 2012,  (ISBN 978-3-8329-7880-8).
- Geschichte der italienischen Sprache. Narr, Tübingen 2011,  (ISBN 978-3-8233-6653-9).
- Sprache und Tabu, Interpretationen zu französischen und italienischen Euphemismen. Beihefte zur Zeitschrift für Romanische Philologie. Band 346. Niemeyer, Tübingen 2009,  (ISBN 978-3-484-52346-3).
- (de) 400 Jahre Quebec. Kulturkontakte zwischen Konfrontation und Kooperation, Heidelberg, Winter, 2009, 260 p. (ISBN 978-3-8253-5708-5).
- Beiträge zur Kreolistik. Buske, Hamburg 2007,  (ISBN 978-3-87548-478-6).
- Sprache und Identität einer postkolonialen Gesellschaft im Zeitalter der Globalisierung. Eine Studie zu den französischen Antillen Guadeloupe und Martinique. Buske, Hamburg 2005,  (ISBN 3-87548-423-1).